# Комышева, Анна Никандровна
Анна Никандровна Комышева (26 ноября 1914, Вятский уезд, Вятская губерния — 25 сентября 2002, Нижний Тагил, Свердловская область) — передовик советского сельского хозяйства, бригадир колхоза «Красный Октябрь» Вожгальского района Кировской области, Герой Социалистического Труда (1948).

## Биография
Родилась в 1914 году в деревне Лыстан в многодетной крестьянской семье. Семья рано потеряла отца, и Анне пришлось с семи лет быть нянькой.
С 14 лет работала в полеводческой бригаде сельхозартели «Красный Октябрь», в 16 стала звеньевой. В течение первых пятилеток колхоз находился в передовиках производства по сбору урожая зерновых, картофеля.
В 1939 году впервые приняла участие в выставке достижений народного хозяйства. В 1940 году вступила в члены ВКП(б).
В годы Великой Отечественной войны проводила мужа на фронт. Он погиб в боях под Сталинградом. Анна Комышева возглавила его бригаду и вывела её в число передовых.
В 1947 году бригада Комышевой получила высокий урожай зерновых. Урожай ржи составил 30,75 центнеров с гектара на площади 18 гектаров.
Указом Президиума Верховного Совета СССР от 17 марта 1948 года за получение высокого урожая ржи и выполнение плана пятилетки Анне Никандровне Комышевой было присвоено звание Героя Социалистического Труда с вручением ордена Ленина и медали «Серп и Молот».
В 1948 году её бригада получила высокий урожай картофеля, который составил 517,3 центнера с гектара на площади 6 гектаров. За что была удостоена орденом Ленина.
В 1955 году переехала на постоянное место жительство к дочери в Казахстан. Жила в городе Чимкент, работала бригадиром на птичнике. Последние годы жизни жила в Нижнем Тагиле, работала дворником.
Умерла 25 сентября 2002 года. Похоронена на кладбище «Пихтовые горы» в городе Нижний Тагил.

## Награды
- золотая звезда «Серп и Молот» (17.03.1948)
- орден Ленина (17.03.1948)
- орден Ленина (23.06.1949).

## Комментарии
1. ↑  Деревня Лыстан, относившаяся к Вожгальской волости Вятского уезда, в последующем входила в состав Краснооктябрьского сельсовета Вожгальского района; не сохранилась, ныне - урочище в Кумёнском районе Кировской области[1].